# Aprendiz 5 - O Sócio
Aprendiz 5 - O Sócio é a quinta temporada do reality show brasileiro de negócios O Aprendiz, apresentado por Roberto Justus e exibido no Brasil pela Rede Record. Nesta edição, Justus procurou pelo candidato mais preparado para se tornar seu sócio na incubadora de negócios Brainers, criada em 2007. O programa trouxe Walter Longo mais uma vez para assessorar Justus durante o processo seletivo. O outro conselheiro da temporada foi o consultor do SEBRAE Cláudio Forner, responsável por acompanhar a execução das tarefas.
Para esta edição, a Rede Record assegurou a venda de todas as cotas de patrocínio e merchandising, totalizando um rendimento de R$ 50 milhões, incluindo Fiat, HSBC, Sky, Emirates, Pepsico e Schincariol. O faturamento esperado pela emissora foi de R$ 118 milhões, 20% superior à edição anterior.
O programa teve sua estreia em 6 de maio de 2008 e final transmitida ao vivo em 26 de junho de 2008, tendo como vencedor o engenheiro Clodoaldo Araújo. Clodoaldo recebeu um milhão de reais em dinheiro e outro em cotas de sociedade na Brainers, atuando como diretor geral da mesma até o encerramento de suas atividades em outubro de 2008.
Aprendiz 5 - O Sócio fechou uma média de 12 pontos de audiência e 26% de share, o maior de todas as temporadas do programa. O episódio final atingiu um índice de 16 pontos.
Em 2013, a candidata Maura Mendes Ferreira Barreto foi convidada para participar de Aprendiz - O Retorno, compondo o elenco com outros participantes de temporadas diversas. Barreto foi demitida na estreia do programa.

## Candidatos
O grupo de dezesseis candidatos (sete mulheres e nove homens) foi escolhido entre 43 mil inscritos, número que bateu o recorde de temporadas anteriores. Diferentemente da quarta edição, os candidatos não trouxeram projetos de novos negócios. Os nomes dos grupos (Masters e Foccos) foram criados pela produção do programa e os seus integrantes, com exceção dos líderes originais (Ricardo Moreira e Daniel Nicolini, que se voluntariaram), foram escolhidos por sorteio.
Assim como na temporada anterior, o líder vencedor de cada tarefa assumia o posto de conselheiro temporário, com o papel de auxiliar Justus na avaliação da equipe derrotada. Os outros membros da equipe vencedora poderiam assistir às Salas de Reunião em um aposento separado.
O histórico corporativo da edição culminou em um resultado favorável de 8–5 para a Foccos sobre a Masters. O vencedor Clodoaldo Araújo alcançou o histórico de 9–4 e recorde de liderança de 2–1. Seu adversário final, Henrique de Castro Pereira Sucasas, concluiu o processo seletivo com um histórico de 6–7 e recorde de 2–1 como líder.
| Candidato (a)                      | Ocupação                                        | Equipe original | Idade | Origem         | Resultado                                      |
| ---------------------------------- | ----------------------------------------------- | --------------- | ----- | -------------- | ---------------------------------------------- |
| Clodoaldo Araújo                   | Empresário do setor metalúrgico                 | Foccos          | 35    | Limeira        | Vencedor (26 de junho de 2008)                 |
| Henrique de Castro Pereira Sucasas | Empresário do setor automobilístico             | Foccos          | 36    | São Paulo      | Finalista (26 de junho de 2008)                |
| Daniel Vaughan Stephens            | Gerente de produtos                             | Foccos          | 27    | São Paulo      | Demitido no episódio 14 (24 de junho de 2008)  |
| Hugo Ricardo Rosin                 | Diretor de clínica de radiologia odontológica   | Masters         | 27    | Ribeirão Preto | Demitido no episódio 13 (19 de junho de 2008)  |
| Danilo Augusto Bomfim              | Engenheiro de vendas                            | Foccos          | 29    | São Carlos     | Demitido no episódio 12 (17 de junho de 2008)  |
| Sandra Sakuma                      | Empresária do setor de telefonia celular        | Foccos          | 29    | Curitiba       | Demitida no episódio 11¹ (10 de junho de 2008) |
| Maura Mendes Ferreira Barreto      | Gerente de planejamento de TI                   | Foccos          | 31    | Melbourne      | Demitida no episódio 11¹ (10 de junho de 2008) |
| Adriana Gaspar                     | Empresária de pet shops                         | Foccos          | 31    | Rio de Janeiro | Demitida no episódio 10 (5 de junho de 2008)   |
| Patrícia Groke                     | Administradora de clínicas odontológicas        | Masters         | 42    | Fortaleza      | Demitida no episódio 9 (3 de junho de 2008)    |
| Andréia Silva Rego                 | Supervisora de marketing / Proprietária de loja | Masters         | 24    | Brasília       | Demitida no episódio 8 (29 de maio de 2008)    |
| Ricardo Moreira                    | Account manager                                 | Masters         | 37    | São Paulo      | Demitido no episódio 7 (27 de maio de 2008)    |
| Fernanda Chilotti                  | Headhunter                                      | Masters         | 29    | São Paulo      | Demitida no episódio 6 (22 de maio de 2008)    |
| Rodrigo Ranzani Rodrigues          | Representante comercial                         | Masters         | 32    | São Paulo      | Demitido no episódio 5 (20 de maio de 2008)    |
| Daniel Nicolini                    | Gerente de contas                               | Foccos          | 47    | Santo André    | Demitido no episódio 4 (15 de maio de 2008)    |
| Douglas Leme Amorim                | Coordenador de projeto na área de TI            | Masters         | 30    | São Paulo      | Demitido no episódio 2 (8 de maio de 2008)     |
| Leny Evelini                       | Analista de preços                              | Masters         | 24    | Rio de Janeiro | Demitida no episódio 1 (6 de maio de 2008)     |

Nota 1: Justus demitiu duas candidatas no episódio 11. Maura foi demitida primeiro.

## Episódios

### Episódio 1 (06-05-2008)
- Objetivo da tarefa: Organização de uma beneficente "corrida de patos de borracha" no interior de São Paulo.
- Líder do Grupo Foccos: Daniel Nicolini
- Líder do Grupo Masters: Ricardo
- Grupo vencedor: Foccos
  - Prêmio: Viagem para Angra dos Reis, com hospedagem no Hotel do Frade e jantar com Roberto Justus.
- Grupo perdedor: Masters
  - Motivo da derrota: Falta de planejamento e comunicação entre o grupo. Os patos foram vendidos por um preço menor e em menor quantidade.
  - Indicados para a Sala de Reunião: Ricardo, Fernanda e Leny
  - Opinião dos Conselheiros: Ambos optaram pela demissão de Ricardo. Nicolini alegou que o líder da Masters não soube coordenar sua equipe, enquanto Longo frisou que o participante falhou em termos de participação coletiva.
- Demitida: Leny, por ter um perfil "apagado" em relação aos outros candidatos, e por ter dito que sua grande qualidade era ser muito observadora. Justus considerou essa característica insuficiente para o que ele espera de um sócio.

### Episódio 2 (08-05-2008)
- Objetivo da tarefa: Compra e negociação de produtos e serviços em tempo recorde.
- Líder do Grupo Foccos: Danilo
- Líder do Grupo Masters: Hugo
- Grupo vencedor: Foccos
  - Prêmio: Viagem para Natal.
- Grupo perdedor: Masters
  - Motivo da derrota: Um gasto de 36% a mais do que a outra equipe nas negociações.
  - Indicados para a Sala de Reunião: Hugo, Fernanda e Douglas
  - Opinião dos Conselheiros: Longo indicou Douglas, a quem considerou o mais responsável pelo fracasso, por ação e omissão.
- Demitido: Douglas, por ter um desempenho inferior aos demais na tarefa e por ter sido responsável pela pior negociação.
- Observações:
  - Os dois grupos desobedeceram as regras do dossiê, que não permitiam o uso de artifícios que os beneficiassem nas negociações. Como os dois grupos cometeram este erro, a quebra de regras foi relevada.
  - Na Sala de Reunião, antes de avaliar o desempenho da equipe Masters, Justus chamou os membros do grupo Foccos e advertiu ambas as equipes sobre as falhas cometidas.
  - Pelo desrespeito às regras da tarefa, Justus dispensou o líder vencedor Danilo do cargo de conselheiro e o enviou para a sala de observação com os outros membros da Foccos.

### Episódio 3 (13-05-2008)
- Reestruturação de equipes: Henrique deixou a Foccos e se tornou integrante da Masters.
- Objetivo da tarefa: Passar um dia no Centro de Treinamento do Exército Brasileiro em Barueri, sendo supervisionados pelo 20º Grupo de Artilharia de Campanha Leve.
- Líder do Grupo Foccos: Clodoaldo
- Líder do Grupo Masters: Patrícia
- Grupo vencedor: Masters
  - Prêmio: Uma viagem para Miami, assistindo a um jogo do Miami Heat pela NBA.
- Grupo perdedor: Foccos
  - Motivo da derrota: Falta de estratégia e de trabalho em equipe.
  - Indicados para a Sala de Reunião: Clodoaldo, Daniel Nicolini e Danilo
  - Opinião dos Conselheiros: Ambos optaram pela demissão de Daniel Nicolini, em virtude de sua postura emocional e psicológica.
- Demitido: Ninguém.
- Observações:
  - Em reconhecimento ao esforço das equipes, nenhum participante foi demitido nessa tarefa e a equipe Foccos também ganhou um prêmio, um dia em um spa.
  - A performance das mulheres da Foccos foi considerada excelente, e por isso, Justus as dispensou da Sala de Reunião.
  - Graças ao fato de nenhum candidato ter sido demitido, um dos membros da Foccos seria escolhido na tarefa seguinte para integrar a Masters.

### Episódio 4 (15-05-2008)
- Reestruturação de equipes: Como combinado no episódio anterior, um dos membros da Foccos deveria integrar a Masters. O escolhido foi Danilo.
- Objetivo da tarefa: Definir uma estratégia para vender 500 kits com um coco, um furador e um canudo.
- Líder do Grupo Foccos: Daniel Stephens
- Líder do Grupo Masters: Henrique
- Grupo vencedor: Masters
  - Prêmio: Os vencedores foram para um hotel/spa na Mata Atlântica.
- Grupo perdedor: Foccos
  - Motivo da derrota: A equipe infringiu uma regra do dossiê e foi desclassificada.
  - Indicados para a Sala de Reunião: Daniel Stephens, Daniel Nicolini e Sandra
  - Opinião dos Conselheiros: Henrique indicou Sandra por sua participação nas duas primeiras tarefas. Longo escolheu Daniel Nicolini, classificando sua postura como pior que a do líder Daniel Stephens.
- Demitido: Daniel Nicolini, por ter uma postura apática durante a tarefa, ser considerado por todos do grupo como o participante mais fraco e por não se defender de forma adequada.
- Observações:
  - Mesmo que a equipe Foccos não tivesse sido desclassificada, teria perdido a tarefa, já que seu desempenho foi muito menor que o da outra equipe.
  - A tarefa foi encerrada mais cedo por Roberto Justus, que planejava recompensar os candidatos pela tarefa anterior e dar-lhes mais prazo, porém, foi surpreendido pela quebra das regras pela equipe Foccos e determinou a vitória da outra equipe.
  - Henrique, como conselheiro desta tarefa, foi criticado por Justus por indicar Sandra para demissão.
  - A segunda parte da Sala de Reunião foi encurtada por Justus. Ele não permitiu que os candidatos se sentassem e demitiu Daniel Nicolini imediatamente.

### Episódio 5 (20-05-2008)
- Reestruturação de equipes: Para equilibrar o número de participantes em cada equipe, Danilo se voluntariou para voltar para o Grupo Foccos.
- Objetivo da tarefa: Quiz Show abordando conhecimentos gerais.
- Líder do Grupo Foccos: Sandra
- Líder do Grupo Masters: Andréia
- Grupo vencedor: Foccos
  - Prêmio: Viagem para Las Vegas, com direito a assistir ao espetáculo Love do Cirque du Soleil, com músicas dos Beatles.
- Grupo perdedor: Masters
  - Motivo da derrota: A equipe Masters, após ter conseguido um empate no Quiz Show, perdeu na rodada de desempate.
  - Indicados para a Sala de Reunião: Andréia, Rodrigo e Henrique
  - Opinião dos Conselheiros: Sandra escolhe Henrique, por não ter dito que não estava preparado. Walter Longo vota contra Rodrigo por este ter sido omisso ao responder a apenas duas questões e ter errado ambas.
- Demitido: Rodrigo, por ter o pior desempenho da equipe e ter o perfil menos desejado por Justus, dentre os três indicados.
- Observações:
  - Na segunda parte da sala de reunião, Henrique foi acusado de machismo por Andréia e Sandra.

### Episódio 6 (22-05-2008)
- Objetivo da tarefa: Trabalhar com a parte de logística e distribuição no ramo de medicamentos.
- Líder do Grupo Foccos: Adriana
- Líder do Grupo Masters: Fernanda
- Grupo vencedor: Foccos
  - Prêmio: Viagem para Fernando de Noronha.
- Grupo perdedor: Masters
  - Motivo da derrota: Apesar de ter feito mais vendas, em porcentagem, Fernanda ultrapassou um sinal vermelho, fazendo com que a equipe perdesse pontos.
  - Indicados para a Sala de Reunião: Fernanda, Andréia, Patrícia, Hugo, Ricardo e Henrique (Por decisão de Justus, todo o grupo voltou para a Sala de Reunião; Fernanda teria indicado Hugo e Ricardo)
  - Opinião dos Conselheiros: Ambos optaram por Fernanda, por se ausentar de seu papel de tomar as decisões, especialmente ao dirigir e ultrapassar o sinal.
- Demitida: Fernanda, pela falta de comando e decisão, além de ter sido a responsável pela perda de pontos da equipe e, conseqüentemente, pela derrota.
- Observações:
  - Ao retornar da Sala de Reunião no início do episódio, Henrique foi confrontado pelas mulheres da Masters sobre sua suposta postura machista.
  - Fernanda é a primeira líder derrotada da temporada a ser demitida.

### Episódio 7 (27-05-2008)
- Objetivo da tarefa: Produzir uma campanha publicitária para um produto para sapatos que contivesse, no mínimo, um vídeo de 30 segundos, um peça de mídia impressa e material promocional para ponto-de-venda.
- Líder do Grupo Foccos: Maura
- Líder do Grupo Masters: Ricardo
- Grupo vencedor: Foccos
  - Prêmio: Almoço com a família no Hilton e show de Zezé Di Camargo & Luciano, incluindo visita aos bastidores.
- Grupo perdedor: Masters
  - Motivo da derrota: A equipe Masters produziu boas peças de mídia impressa, mas criou um vídeo que, segundo Roberto Justus, continha um festival de "non-senses".
  - Indicados para a Sala de Reunião: Ricardo, Henrique e Hugo
  - Opinião dos Conselheiros: Ambos opinaram pela demissão de Ricardo, pela falta de comando.
- Demitido: Ricardo, por não se comportar ou se apresentar como líder.
- Observação:
  - Walter Longo lembra a todos que Ricardo foi previamente chamado de "o sombra" e "o moita".

### Episódio 8 (29-05-2008)
- Reestruturação de equipes: Antes da tarefa, Justus promoveu a mistura das equipes, já que não acreditava mais na formação original da Masters. Patrícia e Andréia foram para a Foccos, enquanto Adriana, Maura e Sandra migraram para a Masters.
- Objetivo da tarefa: Realizar a promoção de um novo lançamento da linha Elma Chips, da Pepsico, o snack "Sensações ao Forno", em dois supermercados da rede Wal-Mart.
- Líder do Grupo Foccos: Danilo
- Líder do Grupo Masters: Hugo
- Grupo vencedor: Masters
  - Prêmio: Cruzeiro pela Amazônia.
- Grupo perdedor: Foccos
  - Motivo da derrota: Apesar das vendas totais terem sido maiores, a parte promocional da Foccos foi considerada pífia e mal feita.
  - Indicados para a Sala de Reunião: Danilo, Daniel Stephens e Andréia
  - Opinião dos Conselheiros: Hugo escolheu Andréia, pela postura inadequada durante a execução da tarefa e pela falta de melhores ideias. Longo apontou Daniel Stephens, alegando um comportamento apagado e ausente durante as provas.
- Demitida: Andréia, por assumir que não estava preparada para ser a sócia de Justus.
- Observações:
  - Hugo trabalhou com catorze participantes durante esta edição, um recorde até o momento.
  - Durante a segunda parte da sala de reunião, Justus perguntou se algum dos participantes queria sentar na sua cadeira e questionar os outros dois candidatos. Danilo foi o único a se candidatar e isso foi suficiente para salvá-lo da demissão, já que Justus admirou sua audácia.

### Episódio 9 (03-06-2008)
- Objetivo da tarefa: Realizar uma convenção para agentes de turismo, divulgando a marca da companhia aérea Emirates.
- Líder do Grupo Foccos: Patrícia
- Líder do Grupo Masters: Henrique
- Grupo vencedor: Masters
  - Prêmio: Viagem a Dubai, pela Emirates, e jantar em pleno deserto, em companhia de Justus e esposa.
- Grupo perdedor: Foccos
  - Motivo da derrota: O grupo focou muito no tema e esqueceu dos outros detalhes, além de ter tido uma conferência de qualidade inferior a da Masters.
  - Indicados para a Sala de Reunião: Patrícia, Danilo e Clodoaldo
  - Opinião dos Conselheiros: Ambos escolheram Patrícia, frisando a ausência de um melhor direcionamento da equipe.
- Demitida: Patrícia, por ser a líder e consequentemente responsável pela maior parte dos erros do grupo, e também por ter perdido sete das nove tarefas das quais participou.
- Observações:
  - Com a demissão de Patrícia, apenas Hugo continua ativo da formação original da Masters, o que faz com este grupo tenha o menor número de integrantes entre os oito finalistas de todas as edições (apenas um). Conseqüentemente, o grupo Foccos tem o maior número de finalistas até o momento (sete).

### Episódio 10 (05-06-2008)
- Reestruturação de equipes: Hugo foi escolhido por Sandra, Maura e Adriana para deixar a equipe Masters e integrar a Foccos.
- Objetivo da tarefa:  Criar e apresentar um projeto de revitalização da parte histórica da Vila Maria Zélia, tombada pelo Condephaat. Como parte da tarefa, os candidatos deveriam propor um projeto de restauração da pintura das fachadas, que deveria ser representado em uma das casas da vila, com tintas da marca Lukscolor. Também era necessário promover um projeto urbanístico, que desse destinação aos prédios restaurados.
- Líder do Grupo Foccos: Daniel Stephens
- Líder do Grupo Masters: Sandra
- Grupo vencedor: Foccos
  - Prêmio: Visita exclusiva a uma sorveteria da Häagen-Dazs e depois viagem para a República Dominicana, com estadia em um resort.
- Grupo perdedor: Masters
  - Motivo da derrota: A equipe não criou um projeto de revitalização, se preocupando apenas com a estética.
  - Indicados para a Sala de Reunião: Sandra, Maura, Henrique e Adriana
  - Opinião dos Conselheiros: Daniel Stephens indicou Sandra, pela definição equivocada de estratégia. Longo optou por Maura, considerando seu histórico mais apagado entre os quatro.
- Demitida: Adriana, que pediu para deixar o programa por causa da distância do filho.
- Observações:
  - A líder Sandra escolheu toda a equipe para voltar para a segunda etapa da Sala de Reunião, já que, segundo ela, ninguém merecia voltar para o hotel.
  - Adriana colocou que o processo estava sendo muito difícil para ela pela necessidade de ficar longe do filho e que não era justo com os outros candidatos que ela continuasse no lugar deles. Justus disse que Adriana não teria saído do programa se não tivesse feito esta colocação e que era uma excelente candidata.

### Episódio 11 (10-06-2008)
- Objetivo da tarefa: Administrar por uma noite dois restaurantes da linha KOI (carpa, em idioma japonês), de culinária japonesa, sendo responsáveis pela contratação e treinamento de pessoal. As equipes deveriam ser capazes de manter a qualidade do atendimento e da comida, bem como aumentar o faturamento, que seria comparado com o normal em um dia de movimento similar.
- Líder do Grupo Foccos: Clodoaldo
- Líder do Grupo Masters: Maura
- Grupo vencedor: Foccos
  - Prêmio: Viagem para Porto, Portugal, pela aviação TAP Portugal, com direito um tour pelas vinículas onde é produzido o famoso Vinho do Porto
- Grupo perdedor: Masters
  - Motivo da derrota: O grupo, além de ter tido problemas com atendimento e qualidade da comida, ainda conseguiu obter menos lucro que o Grupo Foccos.
  - Indicados para a Sala de Reunião: Maura, Sandra e Henrique
  - Opinião dos Conselheiros: Clodoaldo indicou Henrique, pelo perfil mais agressivo. Longo apontou Maura, frisando que ela não soube tomar decisões de forma adequada.
- Demitidas: Maura, pela fraca liderança; e Sandra, por sua indignação com a demissão de Maura.
- Observações:
  - Roberto Justus já havia decidido livrar Sandra da demissão e chegou a questionar Henrique sobre seu perfil, já que o concorrente tornou-se uma "unanimidade negativa" entre os concorrentes. Justus, no entanto, decidiu mantê-lo. "Vou ter de enxergar um pouco mais essa maluquice desse cara", afirmou o empresário antes de demitir Maura, que tomou decisões equivocadas, sobretudo a terceirização da contratação de mão-de-obra.
  - Após a demissão de Maura, Sandra confrontou Justus, dizendo que se Henrique era o tipo de sócio que ele queria, então ela também sairia da competição. Após ouvir isso, Justus também demitiu Sandra.
  - As últimas duas mulheres do programa foram demitidas neste episódio. Como resultado, pela primeira vez na história de O Aprendiz, a final não seria composta por um homem e uma mulher. Até o momento, é também a única final composta apenas por homens.

### Episódio 12 (17-06-2008)
- Reestruturação de equipes: Danilo se tornou integrante da Masters.
- Objetivo da tarefa: Planejar um passeio por duas cidades de turismo no Rio de Janeiro (Paraty e Petrópolis), para um grupo contendo pessoas com necessidades especiais (um deficiente visual, um estrangeiro que só falava a língua japonesa, e uma pessoa com dificuldades de locomoção).
- Líder do Grupo Foccos: Hugo
- Líder do Grupo Masters: Henrique
- Grupo vencedor: Foccos
  - Prêmio: Passeio pela cidade do Rio de Janeiro, com estadia no hotel J. W. Marriott em Copacabana, e jantar a bordo do Pink Fleet, um navio de turismo na Baía de Guanabara, do empresário Eike Batista.
- Grupo perdedor: Masters
  - Motivo da derrota: Apesar da logística perfeita, o grupo não se envolveu com os turistas.
  - Indicados para a Sala de Reunião: Henrique e Danilo
  - Opinião dos Conselheiros: Hugo escolheu Henrique, apontando sua dificuldade de lidar com pessoas. Longo opinou pela demissão de Danilo, ressaltando o aspecto da convivência e o fato de muitos candidatos já terem apontado Henrique para sair.
- Demitido: Danilo, por almejar muito pouco para seu futuro ao declarar que pretendia se aposentar aos 50 anos de idade.
- Observações:
  - Entre os episódios 11 e 12, foi exibida uma retrospectiva dos episódios anteriores com cenas dos bastidores e acomodações dos candidatos.
  - Com a derrota de Henrique, nenhum dos participantes restantes tem um histórico invicto como líder.

### Episódio 13 (19-06-2008)
- Reestruturação de equipes: Por escolha de Justus, Clodoaldo se tornou integrante da Masters.
- Objetivo da tarefa: Promover uma campanha promocional em duas concessionárias Fiat para o lançamento do Fiat Palio Adventure Locker, com o objetivo de aumentar o número de test drives realizados.
- Líder do Grupo Foccos: Daniel Stephens
- Líder do Grupo Masters: Clodoaldo
- Grupo vencedor: Masters
  - Prêmio: Crédito em dinheiro para compras em lojas do Bourbon Shopping Pompéia e um relógio de joalheria.
- Grupo perdedor: Foccos
  - Motivo da derrota: Não fizeram cadastros com os clientes que realizaram o test drive e fizeram uma ação promocional pior que a da Masters.
  - Indicados para a Sala de Reunião: Daniel Stephens e Hugo.
  - Opinião dos Conselheiros: Ambos indicaram Hugo. Clodoaldo considerou o perfil de Stephens mais adequado, enquanto Longo apontou seu histórico superior ao de Hugo.
- Demitido: Hugo, por ter dito a Justus que não conseguiria administrar seus próprios negócios e a nova sociedade ao mesmo tempo.
- Observações:
  - O último membro da Masters original foi demitido neste episódio. Pela primeira vez na história de O Aprendiz, a final não seria composta por um membro de cada equipe original.
  - A Masters tem o pior recorde corporativo de todas as equipes já formadas em O Aprendiz: além de ser o primeiro grupo sem um representante na final, nove das quinze eliminações do programa tiveram como alvo os integrantes desta equipe.
  - Esta edição do programa teve número recorde de desistências por parte dos candidatos: três no total (Adriana, Sandra e Hugo). Porém, todos foram oficialmente demitidos por Justus.

### Episódio 14 (24-06-2008)
- Extinção de equipes: Cada candidato compete individualmente contra os outros.
- Objetivo da tarefa: Realizar negociações sem nenhuma fonte de capital inicial visando o maior lucro possível; os candidatos só tiveram acesso aos seus documentos. A tarefa foi realizada em Montevidéu, no Uruguai.
- Vencedor: Clodoaldo
- Perdedores: Henrique e Daniel Stephens
  - Motivo da derrota: Não conseguiram acumular lucro suficiente.
  - Indicados para a Sala de Reunião: Henrique e Daniel Stephens
  - Opinião dos Conselheiros: Ambos optaram por Daniel Stephens. Cláudio Forner, em sua primeira participação na Sala de Reunião, frisou que a atuação do candidato não teve visão empreendedora; enquanto Longo enfatizou seu desempenho nulo.
- Demitido: Daniel Stephens, por não conseguir arrecadar dinheiro na tarefa e deixar seu lado emocional interferir no desempenho.
- Prêmio aos finalistas: Passar a noite com a família, seguida de uma tarde no spa do Hotel Hilton.
- Observações:
  - A estratégia de Clodoaldo foi a venda de doces por abordagem direta. Apesar de sofrer uma penalização de 50% por ter, sem saber na hora, envolvido uma menor de rua em algumas vendas, seu lucro foi duas vezes superior ao de Henrique, que prestou serviços para lojas locais. Daniel Stephens não conseguiu seguir as estratégias que planejou e não arrecadou dinheiro algum.
  - Na Sala de Reunião, Justus fez questão de ressaltar que estava avaliando o desempenho dos candidatos durante todo o programa. O empresário convidou ainda a finalista de Aprendiz 4 - O Sócio, Mariana Junqueira Reis, para dar conselhos aos participantes.
  - Justus frisou que tinha grandes dúvidas em relação a Henrique, que não tinha ainda demonstrado o quê de sólido conseguiu construir em sua carreira. Porém, decidiu demitir Daniel Stephens, por não ver no candidato um perfil empreendedor, e pelo fato de este se deixar abater e se "levar pelo emocional" em um momento de dificuldade.
  - Após a recompensa, na Sala de Reunião, estavam presentes oito dos candidatos eliminados, que participariam da tarefa final. Justus pediu que os mesmos escolhessem com quem gostariam de trabalhar e os quatro primeiros (Andréia, Daniel Stephens, Patrícia e Hugo) preferiram ajudar Clodoaldo. A equipe de Henrique ficaria composta pelos quatro remanescentes (Adriana, Maura, Danilo e Ricardo).
  - Henrique é o candidato recordista em indicações para demissão, participando da segunda parte da Sala de Reunião em todas as sete derrotas que sofreu.
  - Daniel Stephens era o último candidato que nunca deixou seu time original (Foccos), enquanto Clodoaldo e Henrique tiveram passagens pelas duas equipes.

### Episódio final (26-06-2008)
- Objetivo da tarefa: Organização de um jogo de basquete oficial beneficente, tendo inspiração direta nos jogos realizados na NBA, em parceria com o banco HSBC.
- Resultado: Clodoaldo arrecadou mais dinheiro, mas o evento de Henrique teve melhor qualidade de execução e maior satisfação por parte do patrocinador. Porém, o jogo de seu evento não era oficial. Justus anulou este quesito e considerou o resultado como um empate entre os dois.
- Contratado: Clodoaldo, por complementar o perfil de Justus e por seu bom relacionamento no programa do começo ao fim.
- Demitido: Henrique, pelo excesso de conflitos com outros candidatos.
- Observações:
  - O cantor Maurício Manieri cantou o Hino Nacional Brasileiro na abertura do evento de Henrique.
  - Quando perguntados sobre quem merecia ganhar o programa, os oito auxiliares deixaram claro que preferiam Clodoaldo (Danilo mostrou preferência por Henrique em termos profissionais, mas também gostaria de ver Clodoaldo como vitorioso).

## Resultados
| Candidato (a)                      | Equipe     | Equipe     | Equipe     | Equipe     | Equipe     | Equipe      | Equipe      | Equipe      | Resultado               | Recorde como líder                                         |
| Candidato (a)                      | Episódio 1 | Episódio 3 | Episódio 4 | Episódio 5 | Episódio 8 | Episódio 10 | Episódio 12 | Episódio 13 | Resultado               | Recorde como líder                                         |
| ---------------------------------- | ---------- | ---------- | ---------- | ---------- | ---------- | ----------- | ----------- | ----------- | ----------------------- | ---------------------------------------------------------- |
| Clodoaldo Araújo                   | Foccos     | Foccos     | Foccos     | Foccos     | Foccos     | Foccos      | Foccos      | Masters     | Vencedor                | 2–1 (vitória nos episódios 11 e 13, derrota no episódio 3) |
| Henrique de Castro Pereira Sucasas | Foccos     | Masters    | Masters    | Masters    | Masters    | Masters     | Masters     | Masters     | Demitido na Final       | 2–1 (vitória nos episódios 4 e 9, derrota no episódio 12)  |
| Daniel Vaughan Stephens            | Foccos     | Foccos     | Foccos     | Foccos     | Foccos     | Foccos      | Foccos      | Foccos      | Demitido no episódio 14 | 1–2 (vitória no episódio 10, derrota nos episódios 4 e 13) |
| Hugo Ricardo Rosin                 | Masters    | Masters    | Masters    | Masters    | Masters    | Foccos      | Foccos      | Foccos      | Demitido no episódio 13 | 2–1 (vitória nos episódios 8 e 12, derrota no episódio 2)  |
| Danilo Augusto Bomfim              | Foccos     | Foccos     | Masters    | Foccos     | Foccos     | Foccos      | Masters     |             | Demitido no episódio 12 | 1–1 (vitória no episódio 2, derrota no episódio 8)         |
| Sandra Sakuma                      | Foccos     | Foccos     | Foccos     | Foccos     | Masters    | Masters     |             |             | Demitida no episódio 11 | 1–1 (vitória no episódio 5, derrota no episódio 10)        |
| Maura Mendes Ferreira Barreto      | Foccos     | Foccos     | Foccos     | Foccos     | Masters    | Masters     |             |             | Demitida no episódio 11 | 1–1 (vitória no episódio 7, derrota no episódio 11)        |
| Adriana Gaspar                     | Foccos     | Foccos     | Foccos     | Foccos     | Masters    | Masters     |             |             | Demitida no episódio 10 | 1–0 (vitória no episódio 6)                                |
| Patrícia Groke                     | Masters    | Masters    | Masters    | Masters    | Foccos     |             |             |             | Demitida no episódio 9  | 1–1 (vitória no episódio 3, derrota no episódio 9)         |
| Andréia Silva Rego                 | Masters    | Masters    | Masters    | Masters    | Foccos     |             |             |             | Demitida no episódio 8  | 0–1 (derrota no episódio 5)                                |
| Ricardo Moreira                    | Masters    | Masters    | Masters    | Masters    |            |             |             |             | Demitido no episódio 7  | 0–2 (derrota nos episódios 1 e 7)                          |
| Fernanda Chilotti                  | Masters    | Masters    | Masters    | Masters    |            |             |             |             | Demitida no episódio 6  | 0–1 (derrota no episódio 6)                                |
| Rodrigo Ranzani Rodrigues          | Masters    | Masters    | Masters    | Masters    |            |             |             |             | Demitido no episódio 5  |                                                            |
| Daniel Nicolini                    | Foccos     | Foccos     | Foccos     |            |            |             |             |             | Demitido no episódio 4  | 1–0 (vitória no episódio 1)                                |
| Douglas Leme Amorim                | Masters    |            |            |            |            |             |             |             | Demitido no episódio 2  |                                                            |
| Leny Evelini                       | Masters    |            |            |            |            |             |             |             | Demitida no episódio 1  |                                                            |